# Джеффрі (ім'я)
Джеффрі ([ˈdʒɛfri]), Джефрі та Джефф (англ. Geoffrey, Jeffrey, Geoff, Jeff, Geof) — чоловіче англійське ім'я; французький варіант — Жоффрей. Ймовірно має спільне походження з нідерландським та німецьким іменами Годфрід (Godfried) і Готфрід (Gottfried) як поєднання давньогерманських коренів *gudą «бог» and *friþuz «мир».

## Люди

### Телебачення та фільми
- Джефрі Джейкоб Абрамс — американський режисер, сценарист, продюсер, актор і композитор, а також засновник Bad Robot Productions.
- Джеффрі Комбс — американський актор, відомий за ролями у фільмах жахів і фантастичних фільмах, також неодноразово знімався в кінокартинах за творами Говарда Лавкрафта.
- Джеффрі Лінн — американський актор та сценарист.
- Джеффрі Раш — видатний австралійський кіно- і театральний актор.

### Спорт
- Джеффрі Бент — англійський футболіст, крайній захисник.
- Джефф Герст — англійський футболіст.
- Джефф Кейпс — колишній британський атлет, стронгмен і учасник Гірських ігор.
- Джефф Скіннер — канадський хокеїст, правий/лівий нападник.

### Музика
- Джеф Баклі — культовий американський рок-співак та гітарист, який загинув у тридцять років.
- Джефф Барроу — британський продюсер, один із засновників бристольского гурту Portishead.
- Джефф Бек — британський рок-музикант, гітарист.
- Джефф Ганнеман — гітарист та один із засновників американського треш-метал гурту Slayer.
- Джефф Поркаро — американський музикант, ударник, сесійний-музикант, аранжувальник, один з засновників лос-анджелеського гурту «Toto».
- Джеф Хілі — канадський джазовий та блюзовий гітарист та вокаліст.

### Політика
- Джеффрі Гау — британський державний діяч, член Консервативної партії.
- Джеффрі Пайєтт — кар'єрний дипломат США, 8-й Надзвичайний і повноважний посол США в Україні.
- Джефф Сешнс — американський політик, молодший сенатор Сполучених Штатів від штату Алабама.
- Джефф Флейк — американський політик з Республіканської партії.

### Інші галузі
- Джеффрі Бербідж — англійський астроном.
- Джеффрі Дамер — американський серійний вбивця, некрофіл і канібал.
- Джеффрі Ульман — дослідник в галузі інформаційних технологій.
- Джеффрі Білл  (Jeffrey Beall) – американський бібліотекар і ад'юнкт-професор.